# Daniel Simson
Daniel Simson (ur. 18 stycznia 1942 w Małym Zajączkowie, zm. 16 kwietnia 2022) – polski matematyk, specjalizujący się w algebrze i teorii kategorii, pracownik Uniwersytetu Mikołaja Kopernika w Toruniu. 

## Życiorys
W 1961 ukończył Liceum Pedagogiczne w Kwidzynie, w 1966 studia matematyczne na Uniwersytecie Mikołaja Kopernika w Toruniu. W tym samym roku rozpoczął pracę na macierzystej uczelni. W 1970 obronił pracę doktorską Stabilne funktory pochodne o współczynnikach w spektrum kompleksów napisaną pod kierunkiem Stanisława Balcerzyka, w 1974 uzyskał stopień doktora habilitowanego na podstawie pracy Serwantność i wymiary homologiczne w lokalnie skończenie przedstawialnych kategoriach Grothendiecka, w 1987 otrzymał tytuł profesora.
Był dyrektorem Instytutu Matematyki UMK (1975-1987) i dziekanem Wydziału Matematyki i Informatyki UMK (1993-1999). W latach 1975–1994 kierował Zakładem Algebry i Topologii, w latach 1992-1994 równocześnie Zespołem Systemów Komputerowych. W latach 2008–2010 stworzył na wydziale grupę badawczą przekształconą w Zakład Kombinatoryki i Obliczeń Symbolicznych (obecnie Katedra), w którym prowadzi się badania nad problemami kombinatoryki algebraicznej, teorii grafów oraz spektralnej analizy Coxetera z zastosowaniami w informatyce teoretycznej. Kierował tym zakładem w latach 2016-2019. 
Jako dyrektor Instytutu Matematyki UMK rozpoczął tworzenie od podstaw młodego zespołu badawczego z teorii reprezentacji kołczanów i algebr. Zespół ten kierowany od 1997 roku przez prof. Skowrońskiego był jednym z najsilniejszych na świecie zespołów badawczych z tej prężnie rozwijającej się dziedziny algebry. Choć matematyka toruńska od wczesnych lat sześćdziesiątych i siedemdziesiątych XX wieku rozwijała się bardzo wolno, to  w okresie od 1974 do 1992 roku udało się doprowadzić ją do dobrego poziomu światowego, w wyniku czego w 1993 roku Instytut Matematyki UMK został przekształcony w Wydział Matematyki i Informatyki. Oprócz działalności badawczej oraz organizacyjnej na rzecz Wydziału i Uczelni, prowadził wykłady, seminaria  i efektywnie opiekował się doktorantami. W ciągu całego okresu pracy na UMK wypromował ponad 120 magistrów oraz 13 doktorów (w tym czworo z informatyki). Czterech z jego uczniów uzyskało tytuł naukowy profesora, z których jeden jest członkiem korespondentem PAN; pięciu innych zajmuje stanowisko profesora nadzwyczajnego na uniwersytetach polskich.
Od 1984 był członkiem Komitetu Matematyki PAN, w tym przez sześć lat członkiem jego prezydium. W latach 1997–2003 (przez dwie kadencje) był członkiem (z wyboru) Komitetu Badań Naukowych. W 1998 roku zorganizował ułatwienia dostępu do MathSciNet-u dla polskiego środowiska akademickiego (tzn. Polskie Konsorcjum Narodowe „Mathematical Reviews"), czym zajmował się do śmierci. Przez dwie dwuletnie kadencje pełnił funkcję Prezesa Toruńskiego Oddziału Polskiego Towarzystwa Matematycznego w  Toruniu, przez trzy lata był członkiem Rady Naukowej IM PAN w Warszawie, przez okres sześciu lat pracował w Sekcji Ekspertów Matematyki Komitetu Badań Naukowych, przez trzy lata pracował w zespole ekspertów MNiSZW ds. Nagród i Wyróżnień. Był członkiem komitetów redakcyjnych polskich czasopism matematycznych: Fundamenta Informaticae; Colloquium Mathematicum; Wiadomości Matematyczne oraz czasopism  zagranicznych:  Algebra and Discrete Mathematics (Ukraina); International Journal of Mathematics and Mathematical Sciences (USA); Far East Journal of Mathematics (Korea); Scietific World Journal (USA). Był członkiem Jury Nagród Naukowych PTM w okresie od 2015 do 2018 roku. Był też członkiem Jury Konkursów Polsko-Amerykańskiej Komisji Fulbrighta Fullbright Senior Awards od 2015 roku do 2022 roku oraz recenzował wnioski o stypendia w tych konkursach.

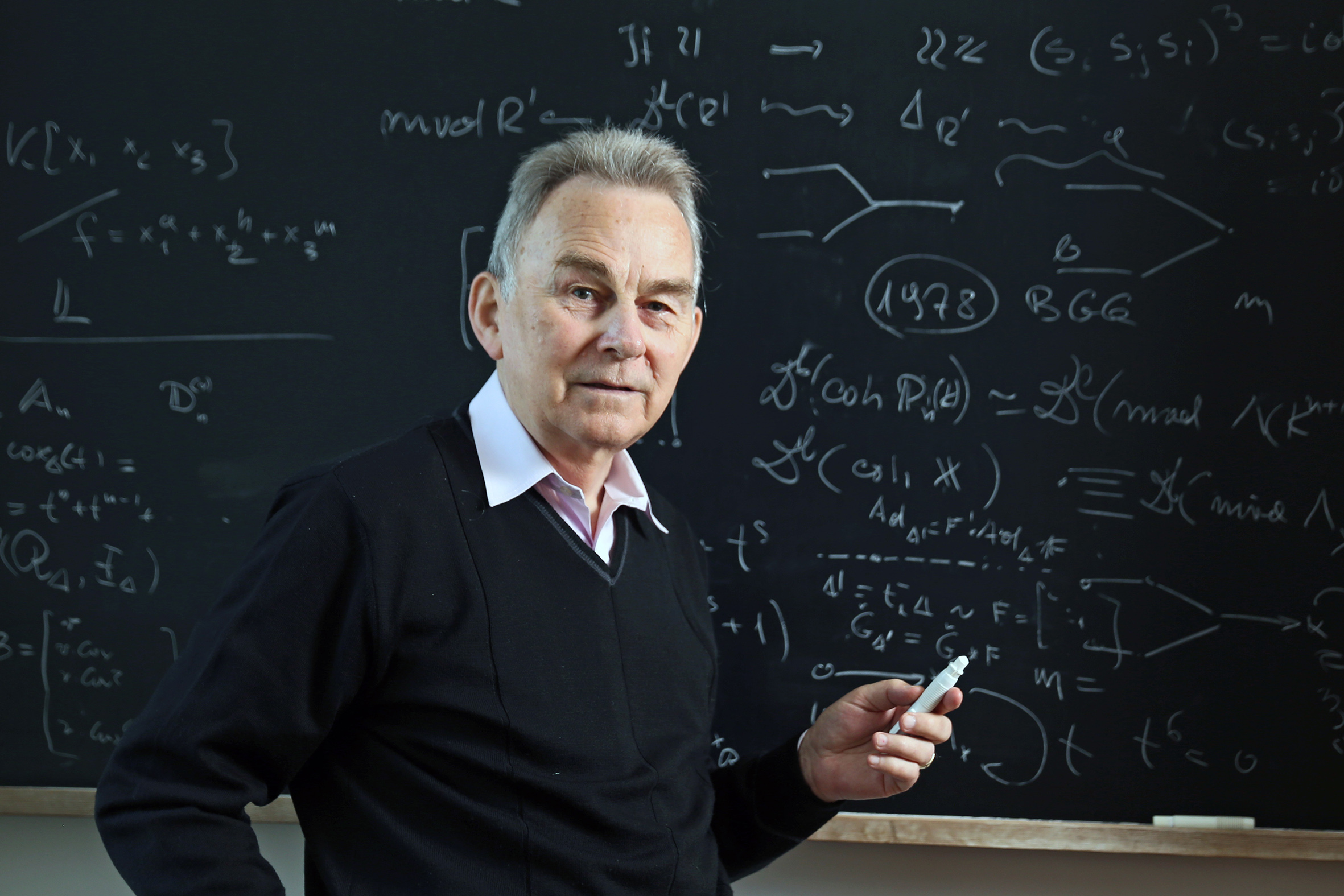
Prof. dr hab. Daniel Simson

Badania naukowe prof. Simsona związane są z szeroko rozumianą algebrą. Początkowo dotyczyły algebry homologicznej, topologii algebraicznej, teorii kategorii, ogólnej teorii modułów nad pierścieniami nieprzemiennymi, algebr Hopfa, następnie objęły teorię reprezentacji algebr skończonego wymiaru i tzw. problemów macierzowych. W późniejszej fazie pojawiły się nowatorskie wątki związane z matematyką dyskretną, teorią form kwadratowych, teorią grafów, geometrią, a także teoretycznymi podstawami informatyki. Do najważniejszych osiągnięć naukowych prof. Daniela Simsona należą:
- pionierskie wyniki o strukturze i serwantnym wymiarze homologicznym pierścieni i kategorii Grothendiecka,

- wyniki prac nad hipotezą o pierścieniach serwantnie półprostych i jej związków z hipotezą Artina z 1946 r.,

- charakteryzacje diagramowe klasy kategorii wektorowych oraz ich zastosowania w teorii ordynków i algebr Cohena-Macaulay’a,

- stworzenie podstaw kołczanowej teorii reprezentacji koalgebr nad ciałem, a w szczególności udowodnienie dychotomii „tame-wild” dla koalgebr,

- klasyfikacja oswojonych oraz dzikich osobliwości algebraicznych typu Birkhoffa,

- zastosowanie morsyfikacji macierzowych w spektralnej  analizie Coxetera grafów oznakowanych, macierzy quasi-Cartana oraz sieciowych systemów pierwiastków,

- rozwiązanie hipotezy spektralnej Coxetera o silnej  klasyfikacji Grama  Cox-regularnych bigrafów dodatnich  oraz dodatnio określonych macierzy quasi-Cartana.

Od wczesnych lat siedemdziesiątych XX wieku aktywnie brał udział w krajowym i międzynarodowym życiu naukowym, m.in., tworząc nowe kierunki badań, uczestnicząc w wielu naukowych konferencjach specjalistycznych z wykładami plenarnymi oraz organizując takie konferencje. Odbył wiele zagranicznych podróży naukowych z wykładami plenarnymi na konferencjach i kongresach, na zaproszenia zagranicznych instytucji naukowych na  wykłady dla studentów, doktorantów i pracowników naukowych, na zaproszenia zagranicznych badaczy do prowadzenia wspólnych prac naukowych, w tym m.in., w 1973 roku odbył staż naukowy na Uniwersytecie im. M. Łomonosowa w Moskwie, w latach 1978-2013 był profesorem wizytującym na Uniwersytetach w São Paulo oraz Porto Alegre w Brazylii, na  uniwersytetach UNAM oraz Puebla w Meksyku, na uniwersytecie w Zurychu, na uniwersytetach niemieckich w Paderborn, Essen, Bielefeld, Berlinie Zachodnim, Düsseldorfie, Monachium, Eichstadt, na uniwersytetach włoskich  w L’Aquila, Padwie i Ferrarze, na uniwersytetach amerykańskich w  Colorado Springs,  w Honolulu na Hawajach, w Chicago i Detroit, na uniwersytetach kanadyjskich w Hamilton, Ottawie, Montrealu i Sherbruku, na uniwersytetach hiszpańskich w Murcii, Almerii, Grenadzie i Santiago de Compostella, na Beijing Normal University w Pekinie, na uniwersytetach w Bahrein, Hawanie, Budapeszcie, Kijowie, Pradze, Salonikach, Patras, na Krecie, a także na wielu uniwersytetach japońskich w czasie rocznego pobytu naukowo-badawczego w Japonii (1982 - 1983) w ramach  stypendium Fundacji Japan Society for the Promotion of Science. Był członkiem pięcioosobowej delegacji polskich matematyków na Zgromadzenie Ogólne Międzynarodowej Unii Matematycznej w Lucernie w 1994 roku oraz na Międzynarodowy Kongres Matematyków ICM-94 w Zurychu w 1994 roku. 
W 1978 otrzymał Nagrodę im. Stanisława Zaremby Polskiego Towarzystwa Matematycznego, w 2011 przyznawany przez Wydział Matematyki i Informatyki Uniwersytetu im. Adama Mickiewicza w Poznaniu Medal im. Władysława Orlicza. W 2018 otrzymał wyróżnienie Convallaria Copernicana. W 2019 roku została wydana Złota Księga Nauki Polskiej z okazji 100-lecia odzyskania niepodległości przez Rzeczpospolitą Polską (Wydawnictwo Helion). Wspomniana pozycja zawiera biogramy najwybitniejszych polskich naukowców ostatniego stulecia. Na stronie 415 (Tom II) została umieszczona informacja o osiągnięciach naukowych i organizacyjnych profesora Daniela Simsona. Był też laureatem nagród ministerialnych za rozprawę habilitacyjną w 1975 roku, za monografię naukową  w 1992 roku i osiągnięcia naukowe w 1997 roku. W 1991 roku Senat UMK przyznał mu „Medal za zasługi położone dla rozwoju Uczelni”. Odznaczony Krzyżem Kawalerskim Orderu Odrodzenia Polski. Autor haseł matematycznych umieszczonych w Wielkiej encyklopedii PWN.
Żonaty od 1963 roku; żona Sabina (ur. w 1943 roku w Pile) jest emerytowaną nauczycielką biologii.
Został pochowany na CCK w Toruniu
W roku 2025 Wydział Matematyki i Informatyki UMK w Toruniu ustanowił Nagrodę im. Daniela Simsona przyznawaną młodym matematykom za najlepsze prace algebraiczne .